# Claudius I
Tiberius Claudius Caesar Augustus Germanicus of Tiberius Claudius Nero Caesar Drusus of Claudius Caesar Augustus Germanicus, geboren als Tiberius Claudius Drusus waaraan later, nog vóór het verkrijgen van de keizerlijke macht de cognomina Nero en Germanicus toegevoegd werden, (Lugdunum, 1 augustus 10 v.Chr. — Rome, 13 oktober 54) was na Augustus de vierde keizer ("princeps") van het oude Rome van 41 tot zijn dood in 54. Zijn voorganger was Caligula, die in 41 vermoord was door de pretoriaanse garde. Claudius was de oom van Caligula en was zo'n vijftig jaar oud toen hij de opperste macht verwierf. Onder Claudius werd een begin gemaakt met de Romeinse verovering van Britannia.

## Levensloop

### Jeugd
Claudius werd op 1 augustus 10 v. Chr. geboren in Lugdunum in Gallië als zoon van de immens populaire generaal Nero Claudius Drusus. Hij was lichamelijk enigszins gehandicapt (hij liep mank, stotterde en was waarschijnlijk licht spastisch), waardoor hij door veel van zijn tijdgenoten als achterlijk werd beschouwd, hoewel er geestelijk niets mis met hem was.
Zijn directe familie liet hem meestal links liggen, hoewel zijn oudoom keizer Augustus wel plezier had in de verlegen maar intelligente jongen en vaker met hem optrok. Zijn eigen moeder Antonia Augusta en grootmoeder Livia Drusilla, de laatste vrouw van Augustus, spraken met hoon en minachting over zijn gebreken en wilden hem eigenlijk het liefst nooit zien.
Toen hij officieel meerderjarig werd en de toga mocht dragen als teken hiervan, werd de ceremonie 's nachts en in het geheim voltrokken. Normaal was dit een grote gebeurtenis in het leven van een Romeinse jongen als hij openbare ambten mocht gaan bekleden en zijn mening mocht laten horen over politieke zaken en werd het groots gevierd. Claudius kreeg echter nooit een post in het leger of het bestuur aangeboden om hem voor te bereiden als machtsbekleder. Daardoor kon hij overleven te midden van zijn samenzweerderige omgeving die hem niet als rivaal voor de macht zag. De ambitieuzere leden van zijn familie sneuvelden meestal al vrij jong onder verdachte omstandigheden, zoals zijn populaire broer Germanicus Julius Caesar.
Claudius zelf vond het niet erg dat hij niet werd betrokken in de vele intriges die in de familie speelden en door het ontbreken van verantwoordelijkheden kon hij zich wijden aan zijn liefhebberijen zoals geschiedenis, literatuur en studeren in het algemeen. Ook de Etrusken hadden zijn belangstelling en hij leerde zelfs de taal van de weinige mensen die toen nog Etruskisch konden lezen. Bekend is dat Claudius een geschiedenis van de Etrusken schreef, een woordenboek Etruskisch en een geschiedenis van Carthago in 8 delen, maar al deze werken zijn verloren gegaan.
Met Augustus kon Claudius redelijk goed opschieten, maar met zijn oom Tiberius had hij een veel koelere relatie. Tiberius wilde hem nooit zien, wat Claudius waarschijnlijk best vond. Zijn neef Caligula had meer belangstelling voor Claudius, maar dan in negatieve zin; deze dreef graag (liefst in het openbaar) de spot met zijn onbeholpen oom.

### Keizer
Na de dood van Caligula dreigde de pretoriaanse garde te worden opgeheven. Terwijl de Senaat debatteerde over de mogelijkheid de Romeinse Republiek te herstellen, werd in het pretoriaanse kamp, waar men de bui al zag hangen, snel Claudius tot keizer uitgeroepen. Die had daar volgens sommige kroniekschrijvers absoluut geen zin in, maar hij had weinig keus: hij was de enig overgebleven prins van de Julisch-Claudische dynastie die in aanmerking kwam voor de troon. Anderen schrijven overigens dat hij wellicht niet zo onschuldig was als hij leek en zelfs meegeholpen had met het opruimen van de hem vernederende Caligula. De Senaat voelde zich aanvankelijk gepasseerd omdat niet zij, maar de pretoriaanse garde de nieuwe keizer had uitgeroepen. Dankzij bemiddeling van een Romeinse vazal en jeugdvriend, koning Herodes Agrippa I, legde de Senaat zich na enkele dagen neer bij de keuze voor Claudius als keizer.
Tijdens Claudius' principaat ondernamen diverse senatoren tevergeefs pogingen een staatsgreep te plegen. Gedurende Claudius' regering werden 35 senatoren om deze reden terechtgesteld. Hoewel zijn verhouding met de Senaat slecht te noemen was, werd Claudius toch door zijn tijdgenoten beschouwd als een goede heerser. Misschien mede door zijn grote belezenheid wist hij voor veel bestuurlijke problemen meestal snel een antwoord te vinden. Hij vergrootte en verbeterde flink de organisatie van het overheidsapparaat. Belangrijk voor Rome was dat hij de haven Ostia, waar het graan voor Rome vanuit Sicilië, Egypte en Africa binnenkwam, liet uitbreiden en extra pakhuizen liet bouwen zodat de graanvoorziening voor de stad beter gewaarborgd was.
Een van de wapenfeiten van Claudius is de Romeinse invasie van Brittannië in 43. Julius Caesar had een eerste verkenning van het eiland uitgevoerd maar de 80 jaar erna waren er geen Romeinen meer geweest. Claudius wilde een verovering op zijn naam hebben en besloot het eiland, waarvandaan geregeld piraten last veroorzaakten aan de Romeinse kusten, te 'pacificeren' en in te lijven. Ook het bezit van de goudertsen uit Wales was een motief. Bij zijn leven werd het zuiden veroverd en zijn opvolgers voltooiden de verovering tot aan de Schotse hooglanden waar de Picten woonden.
Claudius besloot in het jaar 47 dat de Rijn de grens (Limes) van het Romeinse Rijk werd. Het leger trok zich terug achter de Rijn. Claudius wordt vermeld in Handelingen 11:28 en 18:2 als degene die de Joden bevolen heeft Rome te verlaten na onlusten in de stad en tijdens wiens regering een hongersnood het Rijk getroffen heeft.
Als liefhebber van wetenschap, studie en boeken in het algemeen schonk Claudius regelmatig grote sommen geld aan de beroemde bibliotheek van Alexandrië. Een van zijn redevoeringen in de Senaat is gedeeltelijk overgeleverd in het Tablet van Lyon en bevestigt zijn reputatie als geleerde. Volgens Suetonius hield Claudius van feesten waar hij zoveel at en dronk dat hij er ziek van werd. Dat werd ernstig afgekeurd door deze schrijvers, maar Claudius viel hierin niet op: het was de gewoonte onder de Romeinse elite.

### Echtgenotes
Claudius had niet veel geluk met zijn opeenvolgende vier echtgenotes. Zijn eerste vrouw was de Etruskische Plautia Urgulanilla. Zij was zijn vrouw tussen de jaren 9 en 24. Claudius scheidde van haar wegens overspel. Alleen hun jonggestorven eerste kind wordt als van Claudius zelf beschouwd. Daarna was Claudius vanaf 28 getrouwd met Aelia Paetina. In 30 kregen ze samen een dochter: Claudia Antonia. In 31 was Claudius gedwongen van haar te scheiden, na de mislukte staatsgreep door haar broer Lucius Aelius Seianus.
In 37 of 38 trouwde Claudius met Valeria Messalina, zijn achternicht. Ze kregen samen twee kinderen, Claudia Octavia in 39 en Britannicus in 41. Messalina stond al voor haar huwelijk met Claudius bekend als een ongeremde vrouw die zich zelfs prostitueerde om zo veel mogelijk mannen in haar bed te krijgen. Ook tijdens hun huwelijk zette ze haar levenswijze voort en zette ze Claudius geregeld voor schut met haar seksuele uitspattingen. Toen Claudius eens op inspectiebezoek was in Ostia, trad Messalina in Rome bij een 'wild feest' op als de bruid van haar minnaar, waarna ze zich lieten uitroepen als de nieuwe keizer en keizerin. Op sterk aandringen van zijn adviseurs, die Claudius vertelden dat hij als dat zo door ging steeds minder serieus genomen zou worden, liet hij haar ten slotte executeren.
Claudius trouwde al gauw daarna voor de vierde keer en wel met Julia Agrippina minor, dochter van zijn broer Germanicus Julius Caesar en Vipsania Agrippina Maior. Ze had Claudius overgehaald om haar zoon uit een vroeger huwelijk te adopteren. Deze zoon was de later zo beruchte keizer Nero. Hij werd op zijn zestiende als troonopvolger aangewezen, Claudius' zoon Britannicus werd hiervoor gepasseerd. Claudius werd door deze echtgenote ook vergiftigd.

### 'Rechtspraak'
Claudius werd berucht om zijn afgrijzenwekkende, grillige en absurd willekeurige wijze van rechtspreken, zoals die is overgeleverd door de Romeinse historici Suetonius en Cassius Dio. Als keizer matigde hij zich ook zelfs gretig aan te oordelen over zaken die niet onder de keizerlijke bevoegdheid vielen en ook zelfs zonder zich te bekommeren om toepassing van een betamelijk hoor en wederhoor tussen de partijen. Het kwam daarbij voor dat hij een eisende partij terstond in het gelijk stelde, zonder een verweer van de gedaagde partij te willen vernemen. Toen ooit een man was beschuldigd van een vervalsing en iemand aan het hof riep dat diens handen afgehakt moesten worden, stond Claudius erop dat er onmiddellijk een beul met mes en blok werd opgeroepen. Ooit kwam hij in een zaak ook met een vonnis dat hij tevoren reeds had uitgeschreven: 'Ik beslis ten gunste van degenen die de waarheid hebben verteld.' Door zulke handelingen bracht hij zichzelf zo in diskrediet dat hij volgens de beschrijving van Suetonius alom en openlijk werd veracht.

### De moord
Met het passeren van Brittanicus - en zijn steeds grilliger wordend optreden - bezegelde Claudius zijn eigen lot (en dat van zijn zoon), want door dat passeren kon Nero Claudius opvolgen en was hij zelf niet meer nodig. De eerste moordpoging met giftige paddenstoelen mislukte. Claudius had last van buikloop en hield daarom het gif niet vast in zijn darmen. Bij de tweede poging lukte het wel: de keizer werd in opdracht van zijn vierde echtgenote Agrippina de Jongere vermoord door zijn eigen lijfarts, Xenophon, die ook in het complot zat. Deze vermoordde Claudius door hem een giftige veer in zijn keel te steken (de Romeinen staken bij lange banketten veren in hun keel om de braakreflex op te wekken, zodat ze daarna met een lege maag verder konden eten). Hij stierf in de vroege uren van 13 oktober 54.

## Bronnen

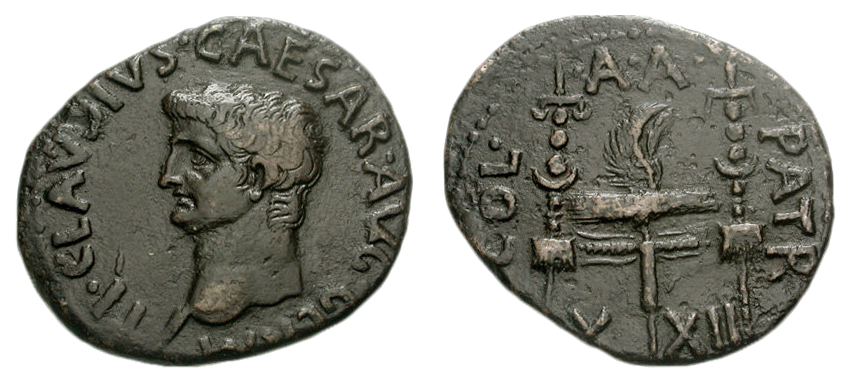
As geslagen te Patras met het portret van keizer Claudius

### Secundaire literatuur
- Robert Graves - I, Claudius (1934) en Claudius the God (1935)
- Jack Oleck - Messalina, Keizerin van Rome (1960)
- Barbara Levick - Claudius (1990)
- Douglas Jackson - Claudius (Rufus #2) (2009)